# Horayot
Horayot (en hebreu: מסכת הוריות) (transliterat: Masechet Horayot) és un tractat de la Mixnà i del Talmud de l'ordre de Nezikín. Horayot tracta sobre les instruccions equivocades, siguin aquestes intencionals o no. El primer capítol tracta sobre la qüestió de les instruccions que van ser donades per un tribunal rabínic, i sobre les conseqüències de les instruccions equivocades del summe sacerdot. El tractat conclou amb una consideració de l'ordre en què les persones han de ser salvades. L'ordre d'importància és abolit per l'afirmació de que les persones socialment alienes però erudites, són preferibles a un summe sacerdot no instruït. Aquest tractat és el darrer de l'ordre de Nezikín, als manuscrits i a les edicions impreses del Talmud de Babilònia i el Talmud de Jerusalem. També hi ha una Tosefta i una Guemarà sobre el tractat Horayot, a les dues versions del Talmud.